# Biancaneve e i 7 prigionieri
Biancaneve e i 7 prigionieri (白雪姫と7人の囚人?, Shirayukihime to 7-nin no shuujin), noto anche con il titolo internazionale Snow White & Seven Dwarfs, è un manga del 2012 scritto e disegnato da Kuroko Yabuguchi.

## Trama
In un futuro distopico, Shakudō Takeru vive in una Tokyo ormai diroccata e gestita da militari; il ragazzo scopre di possedere un particolare potere, e ben presto le sue vicende si intrecciano con quelle di una misteriosa ragazzina, una vera e propria "Biancaneve".

## Manga

### Volumi
| 1 | 24 febbraio 2013 | ISBN 978-4-08-879519-5 | 7 settembre 2020 | ISBN 978-8-86-712964-5 |
| 1 | Capitoli - 1. Risveglio 1 - 2. Risveglio 2 - 3. Risveglio 3 - 4. Risveglio 4 - 5. Risveglio 5 - 6. Risveglio 6 - 7. Risveglio 7 - 8. Risveglio 8 |                        |                  |                        |
| 2 | 22 maggio 2013 | ISBN 978-4-08-879562-1 | 21 dicembre 2020 | ISBN 978-8-89-284027-0 |
| 2 | Capitoli - 9. L'incompatibile - 10. La guida 1 - 11. La guida 2 - 12. La guida 3 - 13. La guida 4 - 14. La guida 5 - 15. La guida 6 - 16. La guida 7 - 17. La guida 8 - 18. La mela avvelenata - 19. Tekigosha                                                    |                        |                  |                        |
| 3 | 24 agosto 2013 | ISBN 978-4-08-879631-4 | 22 gennaio 2021  | ISBN 978-8-89-284040-9 |
| 3 | Capitoli - 20. Sforzo disperato 1 - 21. Sforzo disperato 2 - 22. Sforzo disperato 3 - 23. Sforzo disperato 4 - 24. Sforzo disperato 5 - 25. Giocare d'anticipo - 26. Fedele alle regole - 27. Fronte comune - 28. Devozione 1 - 29. Devozione 2 - 30. Devozione 3 |                        |                  |                        |
| 4 | 24 novembre 2013 | ISBN 978-4-08-879685-7 | 26 marzo 2021    | ISBN 978-8-89-284064-5 |
| 4 | Capitoli - 31. Devozione 4 - 32. Devozione 5 - 33. Devozione 6 - 34. Devozione 7 - 35. Devozione 8 - 36. Seguace - 37. L'inferno in terra - 38. D - I (1) - 39. D - I (2) - 40. D-Day                                                                             |                        |                  |                        |
| 5 | 24 febbraio 2014 | ISBN 978-4-08-879753-3 | 16 aprile 2021   | ISBN 978-8-89-284091-1 |
| 5 | Capitoli - 41. D-Day - 42. D-Day + |                        |                  |                        |